# Анже де Фатіма
Анже Спортів Діаблі Руже де Фатіма або просто «Анже де Фатіма» (фр. Anges Sportive Diables Rouges de Fatima) — професіональний центральноафриканський футбольний клуб з міста Бангі, який виступає в Лізі ЦАР (вищому дивізіоні національного чемпіонату).

## Історія
Заснований 1940 року в місті Бангі під назвою Асоссіасьйон Спортів Діаблі Руже де Фатіма. 5-развий переможець національного чемпіонату та 10-разовий володар кубку ЦАР. У квітні 2016 року змінив назву на «Ле Анже де Фатіма»
На міжнародному рівні 7 разів брав участь у континентальних турнірах під егідою КАФ, але жодного разу не проходив далі першого раунду.

## Досягнення
- Ліга Центральної Африканської Республіки
  -  Чемпіон (5): 1974, 1978, 1983, 1988, 2005

- Кубок ЦАР
  -  Володар (10): 1980, 1981, 1991, 1993, 1998, 2000, 2008, 2009, 2012, 2017

## Статистика виступів у континентальних турнірах під егідою КАФ
| Сезон   | Турнір                       | Раунд      | Клуб                     | Вдома | На виїздів | Загалом        |
| ------- | ---------------------------- | ---------- | ------------------------ | ----- | ---------- | -------------- |
| 1975    | Кубок африканських чемпіонів | 1          | «Аль-Меррейх» (Омдурман) | 3-0   | 0-2        | 3-21           |
| 1979    | Кубок африканських чемпіонів | 1          | «Сілюр»                  | 1-1   | 1-1        | 2-2 (4-5 пен.) |
| 1984    | Кубок африканських чемпіонів | 1          | «105 Лібревілль»         | 1-5   | 1-3        | 2-8            |
| 1989    | Кубок африканських чемпіонів | Попередній | Соні Ела Нгуема          | 4-0   | 0-1        | 4-1            |
| 1989    | Кубок африканських чемпіонів | 1          | «Тоннерр» (Яунде)        | 0-3   | 0-2        | 0-5            |
| 2001    | Ліга чемпіонів КАФ           | Попередній | «Район Спорт»            | 1-0   | 0-1        | 1-1 (3-0 пен.) |
| 2001    | Ліга чемпіонів КАФ           | 1          | ТП Мазембе               | 0-1   | 0-1        | 0-2            |
| 2006    | Ліга чемпіонів КАФ           | Попередній | «Мотема Пембе»           | 0-0   | 0-2        | 0-2            |
| 2010    | Кубок конфедерації КАФ       | Попередній | «Мотема Пембе»           | 1-1   | 0-3        | 1-4            |
| 2013    | Кубок конфедерації КАФ       | Попередній | «Дедебіт»                | 0-4   | 2-1        | 2-5            |
| 2018/19 | Кубок конфедерації КАФ       | Попередній | «Мотема Пембе»           | 1-1   | 1-4        | 2-5            |

1- «АСДР Фатіма» залишив матч, коли програвав з рахунком 0:2 на знак протесту проти суддівства. «АСДР Фатіма» виключили з турніру.